# Carruagem de Monteleone

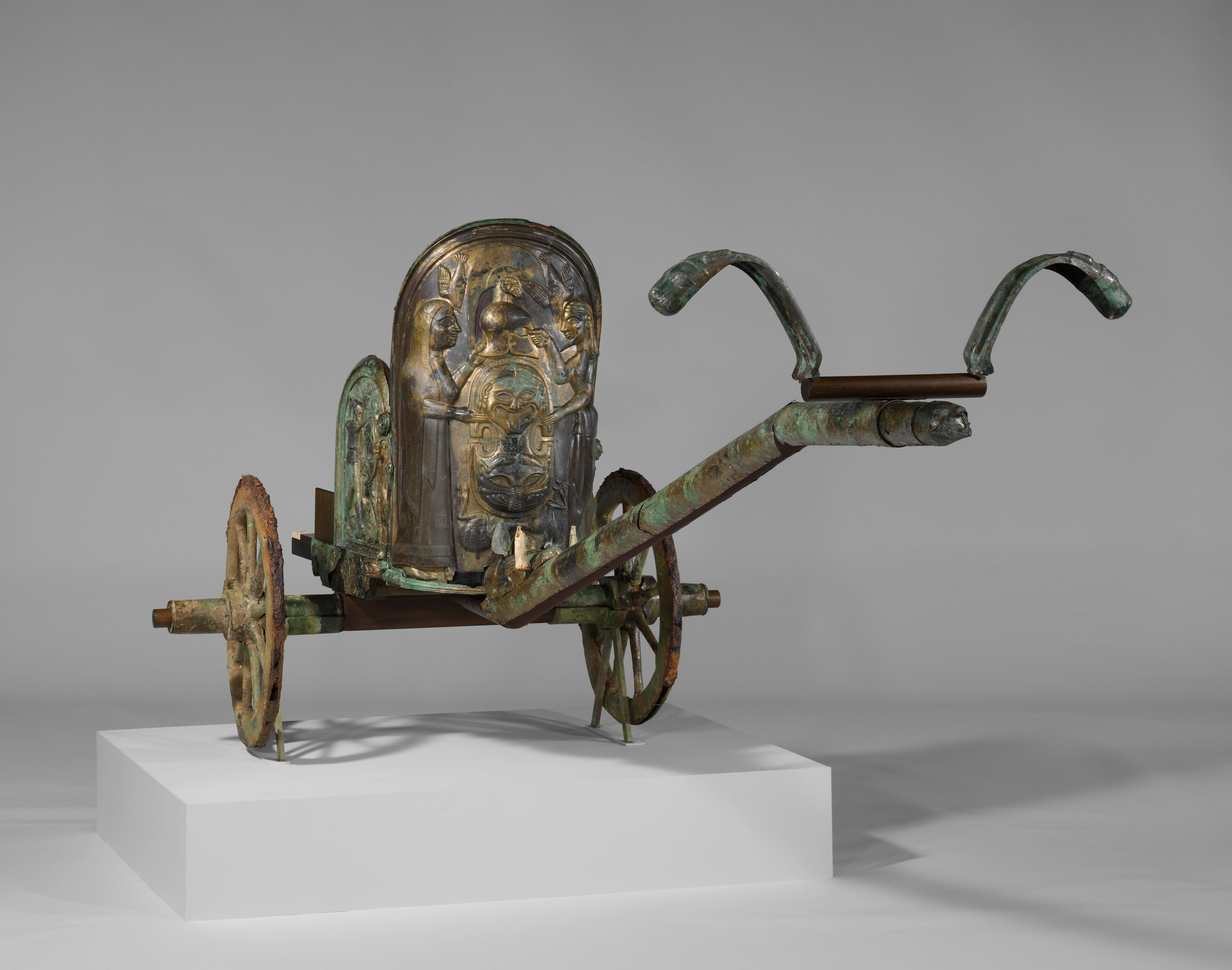
Carruagem de Monteleone desenterrada em Perugia, datada de 530 a.C.

Carruagem Monteleone é uma das maiores descobertas arqueológicas da história, uma carruagem etrusca, que data de cerca de 530 aC. Foi descoberto em uma tumba subterrânea coberta por um monte em Monteleone di Spoleto, Umbria, Itália, em 1902, e atualmente é um elemento proeminente na coleção do Metropolitan Museum of Art da cidade de Nova York.
Embora se saiba que ainda existem cerca de 300 carruagens antigas, apenas seis estão razoavelmente completas, e a carruagem Monteleone é a mais bem preservada e o mais completo de todos os exemplos sobreviventes conhecidos. Carlos Picón, curador do departamento grego e romano do museu, chamou-a de "a maior peça de bronze etrusco do século VI em qualquer lugar do mundo".

## História
Foi encontrado em 1902 em Monteleone di Spoleto, perto de Espoleto, na região da Úmbria, por um fazendeiro chamado Isidoro Vannozzi que o desenterrou inadvertidamente enquanto cavava uma adega ou um celeiro no porão. Sua história desde então é objeto de controvérsia. Segundo alguns relatos, Vannozzi escondeu a carruagem em seu celeiro, temendo que as autoridades pudessem confiscá-la, e mais tarde a vendeu a dois franceses em troca de duas vacas. Outro relato, relatado pelo filho de Vannozzi, Giuseppe, afirma que a carruagem foi imediatamente vendida como sucata, e o produto da venda foi usado para comprar telhas. Mudando de mãos várias vezes após a sua venda inicial, a carruagem acabou por ser comprada em Paris por John Pierpont Morgan, que a enviou ao Museu Metropolitano em 1903, onde ocorreu a sua primeira restauração.
Em janeiro de 2005, a comuna de Monteleone iniciou uma campanha destinada a recuperar a carruagem do Met; os seus esforços, no entanto, não receberam o apoio do governo italiano. O Museu Metropolitano respondeu que a carruagem foi “comprada de boa fé”. Uma cópia em tamanho real foi feita em meados do século XX, que está exposta em Monteleone.

## Ligações Externas
- Reportagem da controvérsia
- Discussão adicional sobre o caso legal para repatriação